# 957 Камелија
957 Камелија (енгл. 957 Camelia) је астероид главног астероидног појаса са пречником од приближно 73,73 .
Афел астероида је на удаљености од 3,166 астрономских јединица (АЈ) од Сунца, а перихел на 2,667 АЈ.
Ексцентрицитет орбите износи 0,085, инклинација (нагиб) орбите у односу на раван еклиптике 14,781 степени, а орбитални период износи 1819,654 дана (4,981 године).
Апсолутна магнитуда астероида је 9,70 а геометријски албедо 0,042.
Астероид је откривен 7. септембра 1921. године.